# Delie Rouge
Delia Rojas Garcés de White conocida como Delia Rojas de White o por su seudónimo literario Delie Rouge- (Copiapó, 1883-1950) fue una dramaturga, escritora feminista y novelista chilena, sus padres fueron Francisco Rojas Pinto, abogado, y Sofía Garcés Zañartu.
Para algunos investigadores, su obra se enmarca dentro del grupo de escritoras y ensayistas de orientación feminista liberal como Amanda Labarca, Elvira Santa Cruz Ossa y Vera Zouroff.
Pionera de la literatura feminista y dramaturgia chilena, participó en el Movimiento Pro-Emancipación de las Mujeres de Chile junto a las activistas Elena Caffarena, Gabriela Mandujano, Eulogia Román, Marta Vergara, María Ramírez, Domitila Ulloa y Olga Poblete.

## Vida literaria y crítica
Inicia sus incursiones literarias con temas sociales clasificados por ella misma como faltos de belleza los que reúne en un folleto que publica en abril de 1915 con el nombre de Mis Observaciones; en el primero de estos artículos que tituló "Relación que existe entre el divorcio y la educación de la mujer", señala como necesidad social la educación de la mujer y establecer al Ley de Divorcio. Otro artículo "La Taberna y el lujo", plantea el problema del alcoholismo, la miseria, el analfabetismo, la despreocupación por la vida del pueblo, etc.
La publicación de este folleto le valió ser clasificada de librepensadora, sin esencia femenina, sin dulzura, sin candor y sin virtud[cita requerida].  En 1917 participa en la fundación "Circulo de Lectura de Señoras", Delia Rouge fue invitada a leer un artículo suyo y escogió "Helena" publicado posteriormente en 1918, el que se titulaba "El Desarme Universal", este artículo produjo gran revuelo en la sesión[cita requerida], especialmente la parte en que la heroína dice: «Para mí, la patria no es el gobierno, ni los ellos de guerra, sino el terruño con sus costumbres, su clima, sus aves, sus flores, todo lo bello, lo bueno lo malo que hay en el suelo donde una ha nacido, para mí, este mi pueblo donde nací, crecí, sonde su magnífico clima me da la salud del cuerpo y del alma, es para mí más patria que todo Chile», las señoras asistentes la trataron de anarquista, subversiva, socialista, etc, la prensa atacó duramente a Delie Rouge[cita requerida], pero eso no le importó, siguió escribiendo y publicó su libro Los fracasado obra en la que insiste en la emancipación de la mujer por una educación más amplia, menos superficial, su actividad pacifista y la agitación de la prensa que se produce en torno a su nombre repercute en su hogar; su marido se aleja de Chile arrebatándole a su hija.

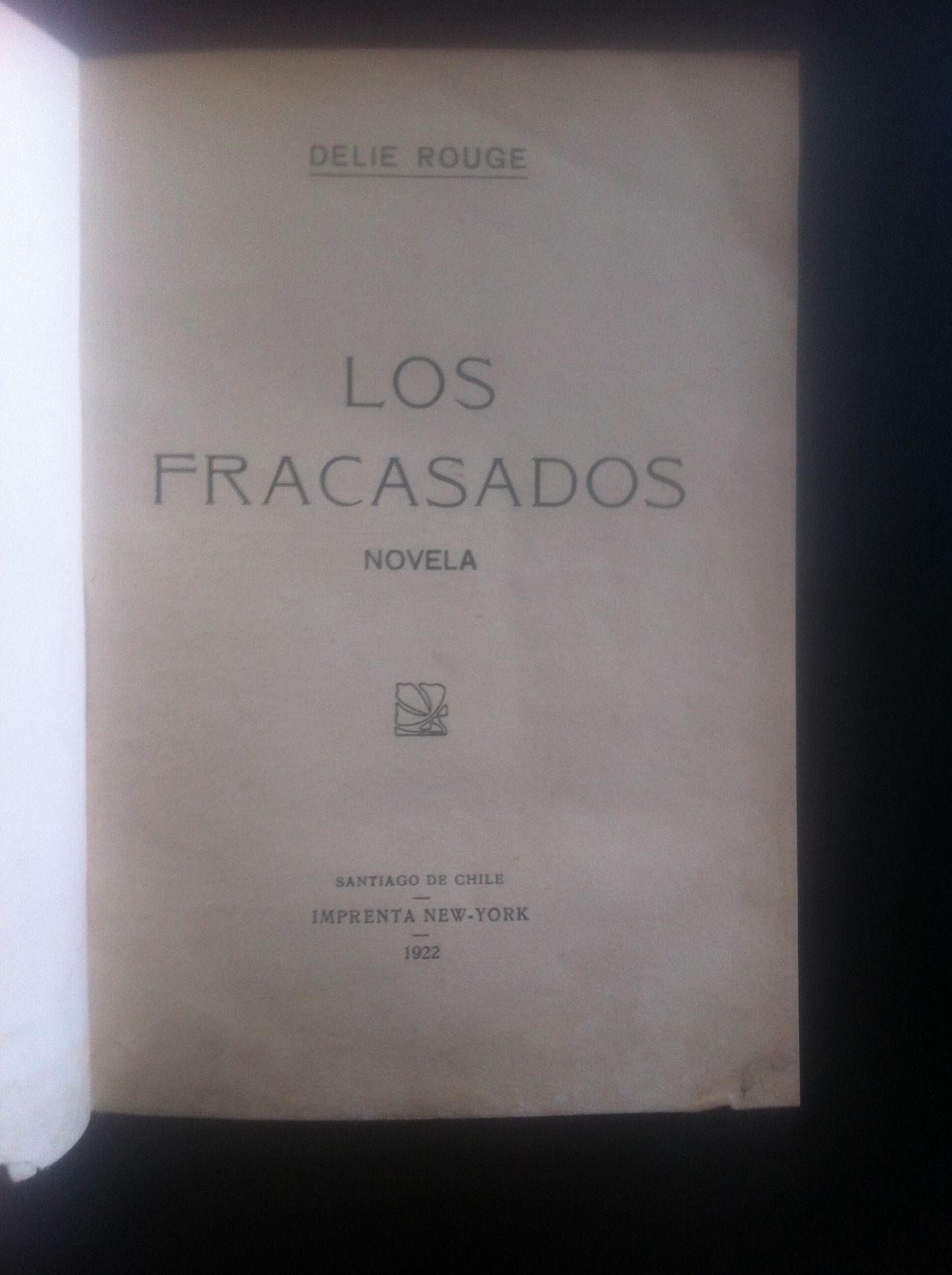
Los Fracasados. Delie Rouge (Delia Rojas Garces de White). Primera Edición. 1922.

En recuerdo de su hija ausente escribe, Almas, Ramillete silvestre, Apuntes de vacaciones, Dolor, Páginas íntimas, Magda Aguilar, Repercusión del pasado, Herida. Permanentemente lucha contra la crítica literaria que la ataca o simplemente la silencia. Al crearse en 1935 el Movimiento Pro-Emancipación de las Mujeres de Chile, ingresa Delie Rouge entre las primeras socias. Se destacó como compañera valiente y leal, fiel a la causa pacifista, interesada permanentemente por los derechos de la mujer, específicamente por los derechos culturales.
Las mujeres pacifistas de Estados Unidos le otorgan en 1937 el título de Benemérita de la Paz, reconociéndole el valor de haber iniciado su campaña en favor del desarme, en años en que era fácil ser juzgada antipatriota. Hasta sus últimos años, a pesar de que ya la minaba la enfermedad que la llevaría prematuramente a la tumba, se mantuvo fiel a la causa de la Paz, de la mujer y del pueblo. Importante mujer en la historia literaria chilena. 

## Obras
- Helena (1915).
- Mis observaciones: Santiago, abril 23 de 1915 (Santiago: Imprenta y encuadernación New York, 1915).
- Los fracasados (novela, Santiago: Impr. New York, 1922).
- Magda Aguilar (novela, Santiago: Impr. El Esfuerzo, 1931).
- Mis memorias de escritora (Santiago: Tall. Gráf. Casa Nacional del Niño, 1943).
- La jubilación de Lucifer (1943).

Obras dramáticas
- El engaño: drama en cuatro actos (1941).
- La transfiguración de Hitler: comedia dramática en tres actos divididos en seis cuadros (1943).